# Стоян Настев
Стоян Настев, наречен Опейчанеца, е български революционер, охридски войвода на Вътрешната македоно-одринска революционна организация.

## Биография
Настев е роден в 1866 година в село Опеница, Охридско, днес в Северна Македония. Председател е на селския революционен комитет от 1901 до 1903 година. Войвода е на опейническата чета по време на Илинденско-Преображенското въстание и се сражава при местността Ращанец на 31 август, където 12 негови четници са убити, той е ранен в крака, а с него се спасява Сандре Георгиев от Опеница. Четата му е предадена от братята Велян, Симон, Йоан и Тасе Славеви от Речица, на които е искано близо 200 кг жито за прехрана на въстаниците. Скриват се в пещера край Маркови кули с 40 души, а след това се прехвърля в Лешанската гора при свещеник Васил Попангелов. Двамата водят сражение с турски аскер пет часа на 14 септември, в което загива Попангелов.
По време на въстанието имотите на Стоян Настев и братята му Димо и Илия е опожарен, затова заедно с жена си Цвета и децата Христо (17), Георги (15), загинал на фронта през Първата световна война. и Йосиф (13) се прехвърля да живее в Охрид. Христо Настев също участва във въстанието и по-късно е сръбски депутат.
Умира в 1937 година в Охрид.